# Matsyasana
Matsyasana (en sánscrito: मत्स्यासन, AITS: matsyāsana) o postura del pez es una asana de estiramiento hacia atrás del hatha yoga. Es una postura considerada de nivel básico o para principiantes en el yoga moderno.

## Etimología y origen
La palabra en sánscrito Matsyasana significa 'postura del pez: 
- Matsya (en sánscrito: मत्स्य, AITS: matsya), que significa 'pez'[1]
- Asana (en sánscrito: आसन, AITS: āsana), que significa 'postura'[2]

### Origen
De acuerdo al indólogo británico James Mallison, la evidencia más antigua a la fecha sobre el origen del hatha yoga (en sánscrito: हठ योग, AITS:  haṭha yoga) viene de un texto budista tántrico: el Amṛtasiddhi del siglo XI, aunque no se mencionan explícitamente las palabras 'hatha yoga'.
La posición de Matsyasana es descrita en el verso 2.21 del Gheranda-samjita, uno de los textos clásicos del hatha yoga de finales del siglo XVII, de la siguiente manera: 

Haga la postura de padmasana (como se indica en el versículo 8) sin cruzar los brazos; Acuéstese sobre la espalda, sosteniendo la cabeza con los dos codos. Esta es matsyasana (postura del pez), la destructora de enfermedades.
Gheranda-samjita II.21, Siglo XVII

B. K. S. Iyengar, fundador del Yoga Iyengar, escribió en su libro La Luz del Yoga, publicado originalmente en inglés en 1966, que esta postura se dedica a Matsya, el pez: una encarnación de Vishnu, deidad hinduista, «fuente y conservador del universo y todo lo que existe». De acuerdo al mito, cuentan que una vez toda la tierra se había vuelto corrupta y estaba a punto de ser amenazada por una gran inundación, Vishnu tomó la forma de un pez y advirtió a Manu (el Adán hindú) del desastre que se avecinaba. El pez luego llevó a Manu, a su familia y a los Siete Sabios en un barco amarrado a un cuerno de su cabeza. También salvó a los Vedas de la gran inundación.

## Descripción
La asana es una flexión hacia atrás (backbend), donde el practicante se acuesta boca arriba y levanta el chakra del corazón (anahata) alzándose sobre los codos y tirando de los hombros hacia atrás. El cuello se alarga y la frente en la cabeza se direcciona hacia el plano detrás del practicante. A medida que el arco de la espalda se profundiza con la práctica, y el pecho y la garganta se abren más, la parte superior de la cabeza puede rozar el suelo, pero no debe descansar el peso sobre la misma. Tradicionalmente, la postura empieza en Padmasana pero al ser un asana difícil para principantes, en el yoga moderno la postura se inicia con las piernas estiradas sobre el piso.

## Contra posturas
Una contra postura de yoga es una asana de yoga que estira la columna vertebral en la dirección opuesta a la asana anterior o la devuelve a una posición neutral. Las posturas recomendadas luego de practicar matsyasana son:
|                              |
| Virasana, postura del héroe. |

|                                 |
| Ustrasana, postura del camello. |

|                                          |
| Gomukhasana, postura de la cara de vaca. |

|                                               |
| Setu Bandha Sarvangasana, postura del puente. |

Matsyasana se recomienda como contrapostura de dhanurasana.

## Contraindicaciones
Es una postura contraindicada para personas con hipertensión, insomnio, migraña y lesiones en el cuello y en la zona lumbar.
Las posturas de flexión hacia atrás requieren antes la ejecución de otras asanas de preparación a modo de calentamiento ya que podrían generarse desplazamientos discales en la columna. La presencia de un instructor de yoga calificado y experimentado es muy importante para los practicantes de nivel básico.

## Galería de variantes
|                                                                |
| Padma matsyasana, postura del pez en flor de loto (padmasana). |

|                                                |
| Vajra matsyasana, postura del pez en diamante. |

|                                 |
| Variante con los pies elevados. |

|                                                       |
| Ardha matsyasana, variante con los brazos extendidos. |